# Distretto di Kelluyo
Il distretto di Kelluyo è uno dei sette  distretti della provincia di Chucuito, in Perù. Si trova nella regione di Puno e si estende su una superficie di 485,77 chilometri quadrati.

Istituito il 1 giugno 1982, ha per capitale la città di Kelluyo; nel censimento 2005 si contava una popolazione di 13.801 unità.